# پراتیبا پتیل
پراتیبا دویسینگ پَتیل (به مراتی: प्रतिभा पाटील) (به انگلیسی: Pratibha Devisingh Patil) (زاده ۱۹ دسامبر ۱۹۳۴) دوازدهمین رئیس‌جمهور کشور هند است. او نخستین زنی است که پس از استقلال هند از ۶۰ سال پیش تاکنون به این مقام دست‌یافته است.
خانم پتیل پیش از دست یافتن به مقام ریاست جمهوری هند، فرماندار ایالت راجستان بود.

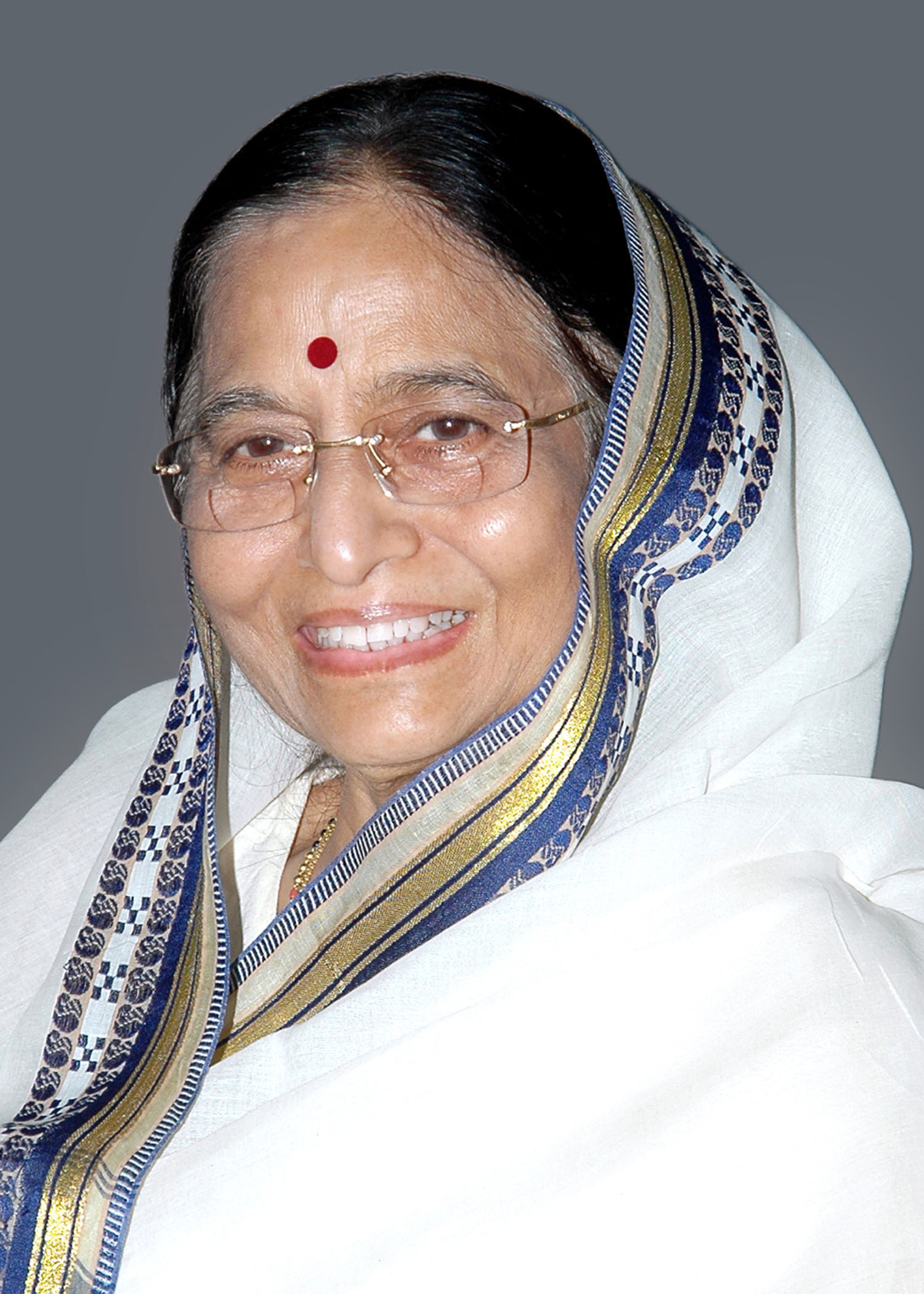

## سفرهای خارجی
1. سفر به آفریقای جنوبی ۱-۸ می ۲۰۱۲
2. سیشل ۲۹ آوریل ۲۰۱۲
3. اتریش - سوئیس - اکتبر ۲۰۱۱
4. مغولستان - ۲۷ ژوئیه ۲۰۱۱
5. ۲۴ ژوئیه کره جنوبی
6. ۲۴ آوریل موریس